# Johann August Drescher
Johann August Drescher (* 22. Januar 1896 in Frankfurt am Main; † 3. Januar 1952 in Saarbrücken) war ein deutscher Schauspieler. Er war ein Vertreter der bestmöglichen Artikulation der deutschen Bühnensprache frei von jeglichem Manierismus. Seine deutsche Sprachkompetenz ist der Öffentlichkeit nicht bekannt geworden.
Drescher studierte zunächst Theologie, bevor er eine Ausbildung zum Schauspieler machte. Es folgten Theaterengagements in Frankfurt und an der Dumontbühne in Düsseldorf, bevor er erst nach Berlin an der Berliner Volksbühne spielte. Danach folgte eine Tätigkeit am Deutschen Theater in Milwaukee. Nach seiner Rückkehr ging er 1928 zurück nach Deutschland und wurde am Stadttheater Saarbrücken angestellt, an dem er fast 25 Jahre blieb. Wegen seiner Verdienste um das Stadttheater wurde er 1951 zum Kammerschauspieler ernannt. Drescher wurde auf dem Hauptfriedhof in Saarbrücken begraben. Das Grab wurde 1969 von der Stadt als Ehrengrab übernommen, die dieses aber 1992 aufgab.